# Мытник мясо-красный
Мы́тник мя́со-кра́сный, Мытник длинноколо́сый, или Мытник крючкова́тый (лат. Pedicularis incarnata) — вид двудольных растений рода Мытник (Pedicularis) семейства Заразиховые (Orobanchaceae). Таксономическое название впервые опубликовано шведским систематиком Карлом Линнеем в 1753 году.
Синонимичное название — Pedicularis uncinata Stephan ex Willd..

## Распространение и среда обитания
Эндемик Сибири (Россия).
Встречается в разреженных, горных лесах, на лугах.

## Ботаническое описание
Многолетнее светолюбивое растение-паразит.
Стебель голый, одиночный (реже по два на растение), высотой 30—100 см; побеги опушённые.
Листья простые, ланцетной формы, с перистым членением.
Соцветие головчатое или колосовидное, несёт небольшие (размером 1—2 см) пятилепестковые бледно-жёлтые цветки с белым оттенком.
Плод — бурая или зелёная коробочка.
Число хромосом — 2n=16.

## Значение и применение
Поедается алтайским маралом (Cervus elaphus sibiricus).
Выращивается как декоративное растение.